# Črni Vrh v Tuhinju
Črni Vrh v Tuhinju – wieś w Słowenii, w gminie Kamnik. W 2018 roku liczyła 30 mieszkańców.